# Aleksandr Tkachev
Aleksandr Vasilyevich Tkachyov (em russo: Алекса́ндр Васи́льевич Ткачёв) (Semiluki, 4 de novembro de 1957) foi um ginasta que competiu pela antiga União Soviética e foi medalha de ouro duas vezes em Moscou 1980.
O ex-atleta fora um dos ginastas mais bem sucedidos de sua época, por suas medalhas alcançadas e sua dedicação ao esporte, além de ter criado um dos movimentos mais executados da barra fixa - para os homens - e das barras assimétricas - para as mulheres - em campeonatos internacionais.
Tkachev participou de apenas uma Olimpíada, dois Campeonatos Mundiais e três Campeonatos Europeus, entre os anos de 1977 e 1981 - dos vinte aos 24 anos de idade.

## Carreira
Alexander, conhecido mundialmente por Tkachev, foi por duas vezes campeão mundial por equipe. Treinado por Fyodorovich Korchagin no ginásio russo Dynamo, o ex-ginasta ainda foi campeão olímpico por equipes e nas barras paralelas . Nos Campeonatos Europeus, Alexander foi campeão do individual geral, campeão no solo e bicampeão na barra fixa. Com o total de três medalhas olímpicas, nove medalhas em Mundiais e onze medalhas europeias, o ex-ginasta é considerado um dos mais bem sucedidos de sua época.
Além desses títulos, Alexander foi também um ginasta bem sucedido nos campeonatos e nas copas soviéticas até o ano de 1983. Ele é tri-campeão das copas nas barras paralelas e bicampeão do concurso geral nos campeonatos soviéticos, somando um total de quinze medalhas em copas e doze medalhas em campeonatos. Seu sucesso e consagração deve-se ainda a criação do movimento Tkachev, de realização primeira na barra fixa - onde o ginasta larga a barra, passa de costas por cima dela na posição carpada ou com pernas separadas, e em seguida, pega a barra novamente. Este movimento, inserido na Tabela de Elementos da FIG, ainda hoje é um movimento bastante executado em provas oficiais, tanto masculinas, quanto femininas.
Alexander é um dos melhores atletas a conquistar e deter uma definida posição na história olímpica. Ele é considerado um dos ginastas mais forte do mundo a competir entre os anos de 1977 e 1981. Por suas apresentações e dedicação ao desporto, fora considerado superior aos a outros atletas, tornou-se uma celebridade internacional e um símbolo de esperança.
Hoje, o ex-ginasta é casado com Lidia Gorbik e ambos são treinadores no ginásio Peninsula Gymnastics em San Mateo, na Califórnia – Estados Unidos .

## Principais resultados
| Ano  | Evento                                    | AA                | Equipe           | Solo              | Cavalo com alças  | Argolas           | Salto sobre o cavalo | Barras paralelas  | Barra fixa        |
| ---- | ----------------------------------------- | ----------------- | ---------------- | ----------------- | ----------------- | ----------------- | -------------------- | ----------------- | ----------------- |
| 1976 | Campeonato Nacional Soviético             |                   |                  |                   |                   |                   |                      | Medalha de bronze |                   |
| 1977 | Copa do Mundo                             | Medalha de bronze |                  | Medalha de prata  | Medalha de bronze | Medalha de bronze |                      | Medalha de prata  | Medalha de ouro   |
| 1977 | Campeonato Europeu                        | Medalha de prata  |                  | Medalha de ouro   |                   | Medalha de prata  |                      |                   | Medalha de prata  |
| 1977 | Universidade Summer                       |                   |                  |                   |                   |                   |                      | Medalha de ouro   |                   |
| 1977 | Campeonato Nacional Soviético             | Medalha de prata  |                  |                   |                   | Medalha de bronze |                      | Medalha de ouro   | Medalha de prata  |
| 1977 | Copa Soviética                            | Medalha de ouro   |                  |                   |                   |                   |                      |                   |                   |
| 1978 | Campeonato Mundial de Ginástica Artística |                   | Medalha de prata |                   |                   |                   |                      |                   |                   |
| 1978 | Copa do Mundo                             |                   |                  |                   |                   |                   |                      |                   | Medalha de bronze |
| 1978 | Campeonato Nacional Soviético             | Medalha de prata  |                  |                   | Medalha de prata  | Medalha de bronze |                      | Medalha de ouro   | Medalha de prata  |
| 1978 | Copa Soviética                            | Medalha de prata  |                  |                   |                   |                   |                      |                   |                   |
| 1979 | Campeonato Mundial de Ginástica Artística | Medalha de bronze | Medalha de ouro  | Medalha de bronze |                   | Medalha de bronze |                      | Medalha de prata  | Medalha de prata  |
| 1979 | Campeonato Europeu                        | Medalha de prata  |                  |                   |                   |                   |                      |                   | Medalha de ouro   |
| 1979 | Campeonato Nacional Soviético             |                   |                  |                   | Medalha de ouro   |                   |                      | Medalha de ouro   | Medalha de ouro   |
| 1979 | Copa Soviética                            | Medalha de prata  |                  |                   |                   |                   |                      |                   |                   |
| 1980 | Campeonato Nacional Soviético             | Medalha de ouro   |                  | Medalha de ouro   | Medalha de prata  |                   |                      | Medalha de ouro   | Medalha de ouro   |
| 1980 | Jogos Olímpicos                           |                   | Medalha de ouro  |                   |                   | Medalha de prata  |                      | Medalha de ouro   |                   |
| 1981 | Campeonato Mundial de Ginástica Artística |                   | Medalha de ouro  |                   |                   |                   |                      |                   | Medalha de ouro   |
| 1981 | Campeonato Europeu                        | Medalha de ouro   |                  | Medalha de bronze |                   | Medalha de bronze |                      | Medalha de prata  | Medalha de ouro   |
| 1981 | Campeonato Nacional Soviético             | Medalha de ouro   |                  |                   |                   | Medalha de prata  |                      | Medalha de ouro   | Medalha de bronze |
| 1981 | Copa Soviética                            | Medalha de ouro   |                  |                   |                   |                   |                      |                   |                   |